# Juluan Godest
Juluan Godest est un barde et poète français né en Bretagne à Calanhel en 1849. Son métier est celui d'agriculteur, fournisseur de lait de la ville de Callac. Le premier recueil de contes est financé par Theodor Botrel, avec ces quelques vers du même : « À nos derniers Bardes champêtres, Soyons charitables et doux, car c'est l'âme de nos ancêtres, Qui chante au cœur de leur binious !… » et préfacé par Taldir Jaffrennou
Juluan Godest, décédé en 1932, est inhumé au cimetière de Callac-de-Bretagne. La dédicace du monument en granite, qui comporte plusieurs noms, est libellée en langue bretonne.

## Ouvrages
- Dastumaden gwerziou poblus savet gant Juluan Godes, Mérour en Kallak, dispaket ha kempennet gant Taldir Jaffrennou hag embannet gant madelezou Theodor Botrel, Sant-Briek, R. Prud’homme, 1904.
  - Gwerz diwar-benn ar brezel gret d’ar brezonek gant gouarnamant Bro-C’hall
- Kanaounen neve var zujet tud Kallak, Keraez, Moullerez ar bobl, 1907